# Hoplitis fossulata
Hoplitis fossulata is een vliesvleugelig insect uit de familie Megachilidae. De wetenschappelijke naam van de soort is voor het eerst geldig gepubliceerd in 1883 door Mocsáry.